# Hans Friedrich-Freksa
Hans Florian Friedrich-Freksa (* 23. Februar 1906 in München; † 2. Oktober 1973 in Bad Nauheim) war ein deutscher Biologe, Biochemiker und Virologe.

## Leben
Hans Friedrich-Freksa war der gemeinsame Sohn des Autors Friedrich Freksa und der Schriftstellerin Margarete Beutler.
Er studierte an der Eberhard Karls Universität Tübingen und wurde 1931 in Tübingen zum Dr. rer. nat. promoviert.
Nach einer Arbeitsperiode an den zoologischen Instituten der Universitäten Tübingen und Frankfurt am Main wirkte er von 1937 bis 1954 als wissenschaftlicher Mitarbeiter und Abteilungsleiter beim Nobelpreisträger Adolf Butenandt am Kaiser-Wilhelm-Institut und späteren Max-Planck-Institut für Biochemie.
Hans Friedrich-Freksa habilitierte sich 1946 an der Universität Tübingen für die Fächer Zoologie und Biophysik.
Er war 1946 gemeinsam mit Alfred Klemm  Mitbegründer und über viele Jahre Herausgeber der Zeitschrift für Naturforschung.
1954 wurde er Abteilungsdirektor für Physikalische Biologie am Max-Planck-Institut für Virusforschung, dem heutigen Max-Planck-Institut für Entwicklungsbiologie.
Seine wissenschaftlichen Interessen waren neben der allgemeinen und molekularen Biologie besonders speziellen Problemen der Immunologie und vor allem der Cancerogenese gewidmet.
Hans Friedrich-Freksa hat der molekularbiologischen Forschung in Deutschland nach dem Zweiten Weltkrieg bedeutende Impulse geliefert. Bereits zu Beginn der vierziger Jahre äußerte er der späteren Entwicklung vorauseilende Gedankengänge zur identischen Reduplikation von Nucleoproteinen und mit seinen Arbeiten über das Tabakmosaikvirus hat er zur aufkommenden Bedeutung dieser Forschungsrichtung beigetragen.
Im Jahr 1957 wurde er zum Mitglied der Leopoldina und 1965 zum Mitglied der Heidelberger Akademie der Wissenschaften gewählt.
Sein Nachfolger als Abteilungsdirektor für Physikalische Biologie am Max-Planck-Institut für Virusforschung wurde 1971 Friedrich Bonhoeffer.
Hans Friedrich-Freksa wurde am 8. Oktober 1973 auf dem Tübinger Waldfriedhof bestattet.